# Vladimir Džanibekov
Vladimir Alexandrovič Džanibekov (rusky Джанибеков, Владимир Александрович, vlastním jménem Vladimir Alexandrovič Krysin; * 13. května 1942 Iskandar, Taškentská oblast) je bývalý sovětský vojenský letec a kosmonaut. Ve vesmíru byl pětkrát.

## Život
Ve svých 11 letech začal navštěvovat Suvorovské učiliště. Díky výtečnému vysvědčení se dostal na státní univerzitu v Leningradě, dnešním Petrohradě. Zapsal se na fyzikální fakultu. Doufal, že bude moci skloubit studium s létáním. Časem se rozhodl univerzitu opustit, přešel na letecké učiliště a věnoval se naplno své hlavní zálibě, létání. Po čase se stal leteckým instruktorem. Poté jej získal kosmonaut German Titov pro absolvování náročné lékařské prohlídky a vstupu do Hvězdného městečka. Zde absolvoval výcvik budoucích kosmonautů. V roce 1970 vstoupil do Komunistické strany. Byl zařazen do záložní posádky sovětsko-amerického letu a v době jejich letu sloužil jako spojař v řídícím středisku. Pak byl zařazen do skupiny určené k programu Sojuz – Saljut. Získal hodnost kapitána. Do vesmíru se dostal z kosmodromu Bajkonur pětkrát.

## Lety do vesmíru

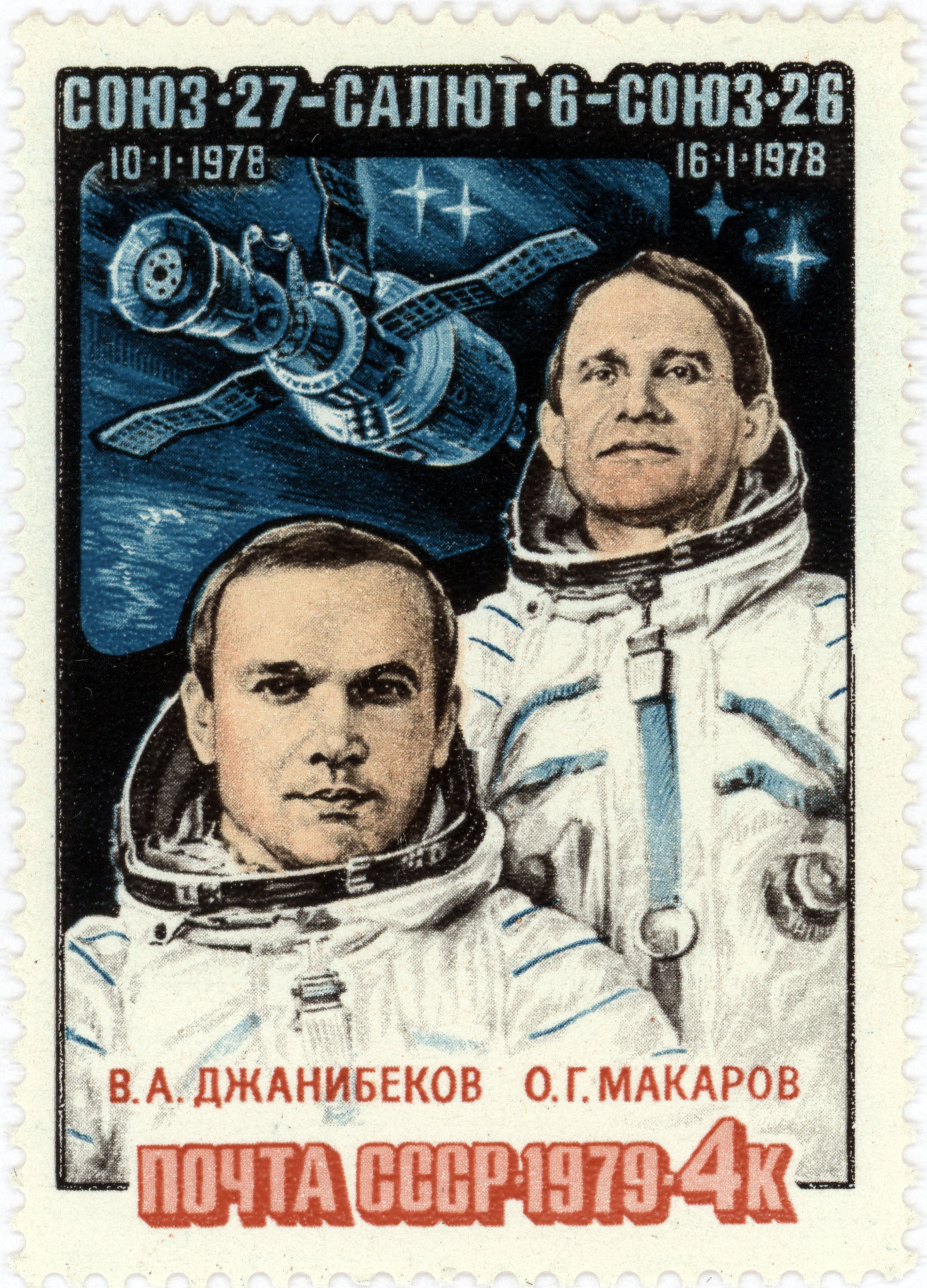
Sovětská poštovní známka věnovaná letu Sojuz-27, kosmonauti Džanibekov a Makarov

V roce 1978 se Sojuzem 27 letěl jako velitel společně s Makarovem na orbitální stanici Saljut 6, spojili se s ní, později přestoupili na také připojenou loď Sojuz 26. Tehdy se poprvé na oběžné dráze napevno spojily postupně tři kosmické lodě. Po šesti dnech ve vesmíru v pořádku přistáli na území Kazašské SSR.
Podruhé letěl roku 1981 na palubě Sojuzu 39 společně s kosmonautem Džugderdemidinem Gurragčá z Mongolska, opět na Saljut 6 jako osmá mezinárodní posádka. I zde byl velitelem mise. Bylo to 8 dní ve vesmíru, i tentokrát proběhlo přistání v pořádku.
Už rok poté letěl potřetí v lodi Sojuz T-6 na novou stanici Saljut 7. K této stanici to byla první pilotovaná posádka. I tento let byl téměř osmidenní. U stanice byla souběžně připojena loď Sojuz T-5.
Na stejnou orbitální stanici se dostal o další dva roky později s lodí Sojuz T-12 jako velitel letu. V posádce měl Světlanu Savickou a Igora Volka. Na orbitě byli 11 dní.
Naposledy vzlétl v roce 1985 ke svému pátému letu, cílem byla opět stanice Saljut 7 (byla bez energie), s kosmickou lodí Sojuz T-13, ovšem tentokrát to byl pobyt dlouhodobý na 113 dní. Jeho kolegou byl Ing. Viktor Savinych. Přijali nákladní loď Progress 24, i Sojuz T-14 s dalšími kosmonauty, pak jej na stanici vystřídal kosmonaut Vasjutin a Džanibekov se vrátil na Zemi v Sojuzu T-14 s Grečkem. Bylo mu 43 roků.
Ve vesmíru tento v pořadí 86. kosmonaut Země strávil 145 dní.
V roce 1985 při expedici demonstroval nestabilní a stabilní rotaci T-klíče, jev je znám jako Džanibekovův jev či teorém tenisové rakety.

### Stručný souhrn letů
- Sojuz 27,Sojuz 26 (10. ledna 1978 – 16. ledna 1978)
- Sojuz 39 (22. března 1981 – 30. března 1981)
- Sojuz T-6 (24. června 1982 – 2. července 1982)
- Sojuz T-12 (17. července 1984 – 29. července 1984)
- Sojuz T-13, Sojuz T-14 (6. června 1985 – 26. září 1985)

## Po letech
Později dosáhl hodnosti generálmajora a v roce 1990 se stal velitelem Hvězdného městečka. Dne 6. listopadu 1993 byl členem posádky balonu, která se chtěla v USA zúčastnit pokusu o první oblet Země. Pokus se nezdařil. V roce 2005 se v Londýně zúčastnil prestižní autogramiády společně s řadou dalších kosmonautů a s filmovými hvězdami.